# ロード (メタリカのアルバム)
『ロード』 (Load) は、アメリカのヘヴィメタル・バンド、メタリカのスタジオ・アルバム。

## 概要
初週に自身最高の68万枚を売り上げ、Billboard 200の4週連続1位を記録した。アメリカにおいて500万枚以上売り上げ、アメリカレコード協会 (RIAA) 5xプラチナに認定された。アルバムのマーケティングをかねて事前に「Until It Sleeps」「Hero of the Day」「Mama Said」「King Nothing」の4枚のシングルがリリースされている。
前作『メタリカ』の路線を引き継ぎつつも、オルタナティブ・ロック要素を大幅に盛り込み、ブルース的でありカントリー・ミュージック的な方向性も含んだ特徴をもつ本作は、正統的なヘヴィメタルを完全に否定、訣別する方向性を打ち出したことで、初期から応援してきたファンからは批判を集めることとなった。ラーズ・ウルリッヒ曰く「このアルバム、そして俺たちがこのアルバムを通じてやりたかったことは、俺にとってはメタリカの全てであり、すなわち異なることを探求することなんだ。探求することをやめたら、その時点でくたばっちまうってことなのさ」。本作のヒットの影響により、数多のヘヴィメタル・バンド（特にアメリカのバンド）はこぞって追随を余儀なくされ「脱正統派メタル」に阿ることになり、ヘヴィメタル・シーン全体が「遅く、暗く、重く」という方向性の所謂モダン・ヘヴィネス化を推進してしまった。

## 音楽様式
商業的な成功を得た前作『ブラック・アルバム』から約5年を経てリリースされた本作は、バンドのルーツであるスラッシュメタルとは異なる、むしろ伝統的なハードロック、ロックンロール、ブルースに近い特徴や集合的なサウンドを含むものであることを表していた。前作リリース時点で、最終的にアルバムに収録されることになる14曲が作曲の軸であるジェイムズ・ヘットフィールドとラーズ・ウルリッヒの手により、ラーズのスタジオ「The Dungeon」にてデモ作成まで始まっていた。バンドは1995年春、約1年作業することになるレコード・プラント・スタジオ（The Plant Studio）で30ものデモを作成し、『ブラック・アルバム』のレコーディングにも参加したボブ・ロックと再びチームを組むことになった。
1980年代のバンドサウンドを特徴づけるスラッシュメタルの様式はほとんどなくなり、リズムギターの刻みリフの録音においてもジェイムズだけでなくカーク・ハメットがよりブルージーな音とプレイで参加している。加えて、ラーズはこれまでのアルバムに見られた速く複雑なツーバスを廃し、よりシンプルなテクニックとスタイルで最小限のアプローチに留めた。その上、ジェイムズの作詞にも変化が見られ、多くの人が最も個人的であり内観的だと感じるような詞を書いた。アルバムの代表曲である「Until It Sleep」は彼の母の癌闘病の末迎えた死を取り扱っており、「Mama Said」もまた母との関係をテーマとしている。これら全ては『メタル・ジャスティス』や『メタル・マスター』に見られる政治的、社会的なニュアンスからの出発を示していた。
今作は78分59秒と、メタリカのスタジオ・アルバムで収録時間が最も長い作品となった。初版には単に「78:59」とだけ書かれたその長い収録時間を豪語するステッカーが添付されていた。結果として、「The Outlaw Torn」がアルバムに合わせて約1分短縮しなければならなくなり、フルバージョンはシングル「The Memory Remains」に「The Outlaw Torn (Unencumbered by Manufacturing Restrictions Version)」として10分48秒で収録されている。シングルのバックカバーには次のように説明がなされている。「『ロード』の最終作業をしていた時、レコード会社が俺たちに『78分59秒より1秒として長くできないし、そうでなければ根本的に曲を飛ばさない限りCDが鳴ることはないだろう』と言った。14曲でだいたい30秒ほど超過していて何らかの対処がなされなければならなかったから、『Outlaw』のイカした最後のジャムをカットしたんだ」。
また、全曲半音下げチューニングとなっている最初のアルバムである。また、オーストラリア盤には他では見られないボーナスインタビューCDが付属している。

## アートワーク
アートワークは、「Semen and Blood Ⅲ」と名付けられたオリジナルのものだった。1990年に、アンドレス・セラーノがアクリルシートに牛の血液と自身の精液を混ぜたものを挟んで撮られたものである。ライナーノーツには作品名ではなく単に「cover art by Andres Serrano」と添えられている。しかしジェイムズは、このアートワークを気に入っていないという。
カークも出席していたインタビューで、アートワークのアイデアがどこで得られたのか尋ねられると、カークはセラーノによって撮られたゴッドフレッシュの「Crush My Soul」のビデオを見てそれがアイデアの源だと語ったが、ゴッドフレッシュについてはクレジットに記載されていない。それについてゴッドフレッシュのフロントマンであるジャスティン・ブロードリックは「セラーノに著作権はない。まずそれは認めるよ。だが俺たちは種を蒔いた、そして不幸なことだが俺たちはクレジットを得てはいないんだ」。ジャスティンがツアーでギターを盗まれた後、カークは彼にフェンダーストラトキャスターを贈り、ゴッドフレッシュは現在最もヘヴィなバンドだと賞賛した。
『ロード』では、1980年代前半のロゴの最初と最後の文字の鋭い角を丸くして、平易にした新しいロゴが用いられた。オリジナルロゴのMは、「ninja star」として知られ今作およびそれ以降の作品だけでなく、他の関連アートワークにおける代わりのロゴとして用いられた手裏剣のようなシンボルマークを形作るのに使われた。また今作は、U2やデペッシュ・モードとの作品で最もよく知られるアントン・コービンによる写真を含むブックレットを製作した。これらの写真ではサスペンダー付きのランニングシャツやキューバンスーツ、ゴシックファッションなど様々な衣装を纏ったメンバーを描写した。前述の2009年のインタビューにて、ジェイムズは『ロード』のブックレットに見られたようなファッションを通じたバンドの方向転換に不快感を表した。
これまでのアルバムのブックレットには全曲の歌詞が記載されているが、『ロード』には各曲の歌詞の一部のみである。加えて、中のアートワークはロールシャッハ法を中心題材とし、それは次作『リロード』やこれら2作のリカット・シングルのアート・ワークにも引き継がれた。

## 評価
| 専門評論家によるレビュー | 専門評論家によるレビュー |
| レビュー・スコア         | レビュー・スコア         |
| 出典                     | 評価                     |
| ------------------------ | ------------------------ |
| AllMusic                 | [ 6 ]                    |
| Robert Christgau         | C+                       |
| Drowned in Sound         | 9/10                     |
| Entertainment Weekly     | B                        |
| Los Angeles Times        | [ 10 ]                   |
| NME                      | 7/10                     |
| Q                        | [ 11 ]                   |
| Rolling Stone            | [ 12 ]                   |
| Sputnikmusic             | [ 13 ]                   |

ヘヴィメタル的なサウンドから距離を置いた本作は、クリフ在籍時の方向性を支持するファンからは批判されていたが、結果的に多くの評論家から良い評価を受けている。『ローリング・ストーン』は4つ星を与え、『Q』もまた好評価を下した。
しかし全体的に見れば好評価となったとはいえ、『メロディ・メイカー』は今作以前のアルバムと比較して落ち着いてしまった今作にいくつかの疑念を表している。オールミュージックは、『ロード』が冗長で、薄く、注目されないアルバムであるとみなした。

## 収録曲
| 全作詞: ジェイムズ・ヘットフィールド。 |                            |                              |                                                  |      |
| #                                      | タイトル                   | 作詞                         | 作曲                                             | 時間 |
| 1.                                     | 「"Ain't My Bitch"」       | ジェイムズ・ヘットフィールド | ジェイムズ・ヘットフィールド、ラーズ・ウルリッヒ | 5:04 |
| 2.                                     | 「"2 X 4"」                | ジェイムズ・ヘットフィールド | ジェイムズ、ラーズ、カーク・ハメット             | 5:28 |
| 3.                                     | 「"The House Jack Built"」 | ジェイムズ・ヘットフィールド | ジェイムズ、ラーズ、カーク                       | 6:38 |
| 4.                                     | 「"Until It Sleeps"」      | ジェイムズ・ヘットフィールド | ジェイムズ、ラーズ                               | 4:28 |
| 5.                                     | 「"King Nothing"」         | ジェイムズ・ヘットフィールド | ジェイムズ、ラーズ、カーク                       | 5:29 |
| 6.                                     | 「"Hero of the Day"」      | ジェイムズ・ヘットフィールド | ジェイムズ、ラーズ、カーク                       | 4:21 |
| 7.                                     | 「"Bleeding Me"」          | ジェイムズ・ヘットフィールド | ジェイムズ、ラーズ、カーク                       | 8:18 |
| 8.                                     | 「"Cure"」                 | ジェイムズ・ヘットフィールド | ジェイムズ、ラーズ                               | 4:54 |
| 9.                                     | 「"Poor Twisted Me"」      | ジェイムズ・ヘットフィールド | ジェイムズ、ラーズ                               | 4:00 |
| 10.                                    | 「"Wasting My Hate"」      | ジェイムズ・ヘットフィールド | ジェイムズ、ラーズ、カーク                       | 3:57 |
| 11.                                    | 「"Mama Said"」            | ジェイムズ・ヘットフィールド | ジェイムズ、ラーズ                               | 5:20 |
| 12.                                    | 「"Thorn Within"」         | ジェイムズ・ヘットフィールド | ジェイムズ、ラーズ、カーク                       | 5:51 |
| 13.                                    | 「"Ronnie"」               | ジェイムズ・ヘットフィールド | ジェイムズ、ラーズ                               | 5:17 |
| 14.                                    | 「"The Outlaw Torn"」      | ジェイムズ・ヘットフィールド | ジェイムズ、ラーズ                               | 9:48 |
| 合計時間:                              | 合計時間:                  | 合計時間:                    | 78:54                                            |      |

## パーソネル

### メタリカ
- ジェイムズ・ヘットフィールド – ボーカル、リードギター、リズムギター、アコースティックギター  ("Mama Said" にて)
- カーク・ハメット – リードギター、リズムギター、スライドギター
- ラーズ・ウルリッヒ – ドラム
- ジェイソン・ニューステッド – ベース、コーラス

### プロダクション
- ボブ・ロック、ジェイムズ・ヘットフィールド、ラーズ・ウルリッヒ – プロデュース
- ブライアン・ドブズ、ランディ・ストウブ – エンジニア
- ブライアン・ドブズ、ジェイソン・ゴールドシュタイン、ケント・マッケ – アシスタントエンジニア
- ランディ・ストウブ、マイク・フレイザー – ミキシング
- マット・カリー、マイク・ルー – ミックスアシスタント
- ジョージ・マリーノ – マスタリング
- ポール・デカルリ – デジタル編集
- マイク・ギリーズ、クリス・ヴレナ – デジタル編集アシスタント
- クリス・ヴレナ – プログラミング
- アンディー・エアフィックス – デザイン
- アンドレス・セラーノ – ジャケットデザイン
- アントン・コービン – 写真

## チャート

### アルバム
| 年   | チャート                     | 最高位 |
| ---- | ---------------------------- | ------ |
| 1996 | Billboard 200                | 1      |
| 1996 | UK Album Charts              | 1      |
| 1996 | Australian ARIA Albums Chart | 1      |
| 1996 | Finnish Albums Chart         | 1      |

#### 10年間のチャート
| チャート (1990年–1999年) | 順位 |
| ------------------------ | ---- |
| U.S. Billboard 200       | 81   |

### シングル
| 年   | シングル          | チャート               | 最高位 |
| ---- | ----------------- | ---------------------- | ------ |
| 1996 | "Ain't My Bitch"  | Mainstream Rock Tracks | 15     |
| 1996 | "Hero of the Day" | Mainstream Rock Tracks | 1      |
| 1996 | "Hero of the Day" | UK Singles Chart       | 17     |
| 1996 | "Hero of the Day" | The Billboard Hot 100  | 60     |
| 1996 | "Until It Sleeps" | Mainstream Rock Tracks | 1      |
| 1996 | "Until It Sleeps" | Modern Rock Tracks     | 27     |
| 1996 | "Until It Sleeps" | The Billboard Hot 100  | 10     |
| 1996 | "Until It Sleeps" | UK Singles Chart       | 5      |
| 1996 | "Mama Said"       | ARIA Singles Chart     | 24     |
| 1997 | "Ain't My Bitch"  | Mainstream Rock Tracks | 40     |
| 1997 | "Bleeding Me"     | Mainstream Rock Tracks | 6      |
| 1997 | "Hero of the Day" | Canadian Singles Chart | 17     |
| 1997 | "King Nothing"    | Canadian Singles Chart | 14     |
| 1997 | "King Nothing"    | Mainstream Rock Tracks | 6      |
| 1997 | "King Nothing"    | The Billboard Hot 100  | 90     |

### 賞歴
| 国/地域                          | 認定        | 認定/売上数 |
| -------------------------------- | ----------- | ----------- |
| カナダ (Music Canada)            | 4× Platinum | 400,000^    |
| フィンランド (Musiikkituottajat) | Platinum    | 94,384      |
| ドイツ (BVMI)                    | Platinum    | 500,000^    |
| ポーランド (ZPAV)                | Platinum    | 100,000*    |
| イギリス (BPI)                   | Gold        | 100,000^    |
| アメリカ合衆国 (RIAA)            | 5× Platinum | 5,889,000   |
| ^ 認定のみに基づく出荷枚数       |             |             |

## 販売歴
| 地域              | データ       |
| ----------------- | ------------ |
| 日本              | 1996年6月1日 |
| 世界 (北米を除く) | 1996年6月3日 |
| アメリカ          | 1996年6月4日 |